# Microprocessadors Motorola de la família 68000
La família M68K/680X0/68K/m68k de processadors CISC de 32 bits de Motorola, iniciada el 1976 amb el projecte MACSS fou durant anys la competidora de la família x86 d'Intel.

## Els membres de la família 68k
- Primera generació
  - Motorola 68000: un xip híbrid de 16/32 bit (bus de 16-bit)
  - Motorola 68EC000
  - Motorola 68HC000
  - Motorola 68008 un xip híbrid de 8/16/32 bit (bus de 8-bit)
  - Motorola 68010
  - Motorola 68012
- Segona generació (completament de 32 bits)
  - Motorola 68020
  - Motorola 68EC020
  - Motorola 68030
  - Motorola 68EC030
- Tercera generació (segmentació)
  - Motorola 68040
  - Motorola 68EC040
  - Motorola 68LC040
- Cuarta generación (superescalar)
  - Motorola 68060
  - Motorola 68EC060
  - Motorola 68LC060
- Altres
  - Motorola CPU32 (també conegut com a Motorola 68330)
  - Motorola ColdFire
  - Motorola Dragonball

## Usos principals
La línia de processadors 68K ha estat utilitzada en una àmplia varietat de sistemes, des de calculadores Texas Instruments fins sistemes crítics de control de la llançadora espacial. Així i tot són més populars per ser els processadors de diferents ordinadors personals, com l'Apple Macintosh, el Commodore Amiga, el Atari ST i altres.
Avui en dia aquestos sistemes de sobretaula estan descatalogats (en el cas dels Atari) o utilitzen un processador diferent (com els Amiga i Macintosh). A causa del fet que aquestos ordinadors tenen més d'una dècada d'antiguitat, els fabricants originals han tancat les seves portes o ja no ofereixen un sistema operatiu per aquest maquinari. Així i tot, els sistemes operatius Debian/Linux, NetBSD i OpenBSD encara donen suport als equips amb processador m68k.

## Herència arquitectònica
Les persones familiaritzades amb el PDP-11 o els VAX normalment se senten com en casa amb el 68000. Amb l'excepció de la separació dels registres de propòsit general en registres específics de dades i de direccions, l'arquitectura del 68000 és, en molts casos, la d'un PDP-11 de 32 bits.

## On va anar a parar el 68050? No va haver-hi un 68070?
S'ha de fer notar que no va haver-hi un 68050, a causa del fet que el disseny que anava a ser el 68050 fou llançat com una versió del 68040. Tampoc hi ha revisions del 68060, ja que Motorola estava canviant les seves línies de la família 68k i 88k a la dels nous PowerPC, per la qual cosa el 68070 mai no fou desenvolupat. Si ho hagués set hauria resultat un 68060 revisat.
Nota: Hi ha un processador amb el nom 68070, però és una versió microcontrolador del 68000. Aquest 68070 fou utilitzat com el processador en la consola CD-i de Philips. Fou produït per Philips i no forma part de la família dels Motorola 68K.

## La següent generació de 68K
La quarta generació de 68060 comparteix moltes de les característiques de l'Intel P5 (x86). Si Motorola hagués decidit mantenir la sèrie 680X0, és molt probable que el següent processador, el 68080, hauria tingut punts amb comú amb l'arquitectura P6 d'Intel.

## Altres variants
Després de la finalització de la serie 68k, la família 68k ha estat utilitzada en versions microcontrolador/sistemes integrats. Aquests xips inclouen els llistats sota la secció "altres" més amunt, per exemple, el CPU32, conegut com a 68330, el ColdFire i el Dragonball.

## Competidors dels 68k
La competència principal en el mercat de microordinadors per la primera generació van ser els xips IA-16 de l'arquitectura x86 d'Intel, tant la primera (8086/8088) com la segona generació (80286). La segona generació dels 68k va tindre per rival als xips IA-32 de la serie 80386. La tercera generació va competir amb els IA-32 80486. La quarta va competir amb els Pentium, però en menor mesura, degut al canvi a les línies PowerPC per part de Motorola, significant el final dels 680X0 en els ordinadors personals.